# 杨朝辉
杨朝辉（1998年5月29日—），天津人，中国足球运动员，司职后卫，目前效力于中甲球队苏州东吴。

## 生涯
2016年初，在广州恒大预备队报名，夏窗期间被撤下报名，试训海伦芬失败后，租借加盟维泽拉，代表球队U19梯队征战葡萄牙全国U19乙级联赛。2017年，租借加盟天津权健，为其预备队效力，参加了2017年的京津冀杯。2018年，以租借的方式加盟K3联赛球队釜山足球俱乐部。2019年初，随广州恒大冬训，但未能进入最终的大名单。2019年夏，被租借至港超球队杰志。2020年，又被租借至中甲球队北京人和。2021年，租借加盟中甲球队苏州东吴。2021年5月22日，因在中甲第6轮面对黑龙江冰城的比赛中，脚踢对方球员腿部，被中国足协处以停赛三场，罚款三万元的处罚。2022年4月27日，免签加盟重庆两江竞技。2022年6月7日，免签加盟南京城市。

## 相关链接
- Soccerway資料庫：杨朝辉